# Misie (gmina)
Misie – dawna gmina wiejska istniejąca w latach 1809–1954 na Lubelszczyźnie. Siedzibą gminy były Misie (w okresie międzywojennym Jelnica).
Gmina Misie jako jednostka jednowioskowa powstała w 1809 roku w Księstwie Warszawskim. Po podziale Królestwa Polskiego na powiaty i gminy z początkiem 1867 roku gmina weszła w skład w powiatu radzyńskiego w guberni siedleckiej (od 1912 gubernia lubelska). W 1919 roku gmina weszła w skład woj. lubelskiego i składała się z następujących wsi: Jelnica, Grabowiec, Misie, Przychody, Pościsze, Strzakły, Sawki i Kolonia Wolańska. W okresie międzywojennym siedziba władz gminy została tymczasowo przeniesiona do Jelnicy. 13 czerwca 1931 z gminy Misie wyłączono wsie Tuliłów (980 ha) i Rzeczyca (344 ha), włączając je do Międzyrzeca Podlaskiego.
Podczas okupacji gmina należała do dystryktu lubelskiego (w Generalnym Gubernatorstwie). Według stanu z 1 lipca 1952 roku gmina Misie składała się z ośmiu gromad. Jednostka została zniesiona 29 września 1954 roku wraz z reformą wprowadzającą gromady w miejsce gmin. Z obszaru gminy utworzono Gromadzkie Rady Narodowe w Jelnicy, Kąkolewnicy Wschodniej i Krzewicy. Po reaktywowaniu gmin z dniem 1 stycznia 1973 roku gminy Misie nie przywrócono, a jej obszar wszedł w skład gminy Międzyrzec Podlaski.